# Víctor de la Parte
Víctor de la Parte González (Vitoria-Gasteiz, 22 de junho de 1986) é um ciclista espanhol que compete pela equipa Team TotalEnergies. Estreia como profissional na Caja Rural em 2011.

## Trajetória desportiva
Como amador teve oportunidade de participar em algumas provas profissionais conseguindo a vitória na 7.ª etapa do Circuito Montanhês de 2010.

### Estreia na Caja Rural
Estreia como profissional em 2011 na equipa Caja Rural onde teve boas atuações destacando na Volta a Castela e Leão e na Volta às Astúrias onde acabou entre os 30 melhores. No entanto, em junho, foi acusado de pertencer a uma rede de dopagem através de uma farmácia de Andorra pelo que não voltou a correr mais desde maio (Volta à Comunidade de Madrid). Não foi renovado pela Caixa-Rural ao igual que o outro arguido da equipa em dita operação, Guillermo Lana, à espera do esclarecimento dessas informações que em nenhum momento chegaram a se provar. Nem sequer esteve sancionado provisionalmente pelo que a equipa poder-le-ia ter alinhado se o tivessem estimado oportuno.

### Progressão em  humildes equipas de categoria Continental

#### SP Tableware e Efapel-Glassdrive
Depois de ficar sem equipa meses depois continuou sua trajetória profissional na equipa grego SP Tableware desde junho do 2012 onde consegui importantes triunfos em sua categoria -3 vitórias em Romênia em seus primeiros meses e outras 3 em Argélia em seu segundo ano. Daí, em 2014, passou a fazer parte da equipa luso Efapel que lhe deu acesso a um calendário de corridas de maior nível, ainda que todas na península ibérica, nas que conseguiu 1 etapa no Grande Prémio Torres Vedras-Troféu Joaquim Agostinho e na Volta a Portugal (ambas em etapas contrarrelógio) e ademais foi 7.º em dita Volta a Portugal.

#### Team Vorarlberg, triunfo na Volta à Áustria
Em 2015 entrou nas fileiras do conjunto Team Vorarlberg, que dar-le-ia acesso a um calendário de corridas amplo e de verdadeiro nível, onde atingiu o maior sucesso de sua corrida desportiva, Volta Áustria -corrida de máxima categoria do UCI Europe Tour- depois de se fazer também com 2 etapas.
Antes de seu triunfo na Volta à Áustria também destacou no resto do calendário já que foi 5.º no Tour de Taiwan, ganhou na Flèche du Sud e obteve uma vitória de etapa na Oberösterreichrundfahrt.
Devido a seus resultados foi 25.º na classificação do UCI Europe Tour de 2015 classificando-se como o melhor espanhol de dita classificação.

### Contrato pelo CCC
Seus resultados ao longo da temporada de 2015, e sobretudo o triunfo na Volta Áustria, abriram-lhe as portas da segunda divisão do ciclismo com a equipa polaca CCC Polkowice -mesma categoria da Caja Rural onde começou a sua trajetória profissional-, no que poderia disputar algumas corridas do calendário UCI WorldTour de máxima categoria.
Seu melhor resultado durante os primeiros meses da temporada foi o 10.º posto obtido na Volta a Múrcia e disputou suas primeiras corridas de máxima categoria de sua trajetória desportiva: Tirreno-Adriático, Milão-Sanremo e Volta à Catalunha. Em abril foi terceiro no Tour da Croácia.
Em junho foi uma das grandes surpresas da Volta à Suíça ao ser 11.º apesar de perder mais de 3 minutos na 4.ª etapa devido a uma avaria. Converteu-se assim no melhor corredor de uma equipa de segunda categoria nessa corrida. Posteriormente foi sexto no Tour da República Checa como melhor resultado.

## Palmarés
- 2012
  - 1 etapa do Tour de Roménia
  - Tour de Sibiu, mais 1 etapa

- 2013
  - Tour da Argélia, mais 1 etapa

- 2014
  - 1 etapa do Troféu Joaquim Agostinho
  - 1 etapa da Volta a Portugal

- 2015
  - Flèche du Sud
  - 1 etapa do Oberösterreichrundfahrt
  - Volta à Áustria, mais 2 etapas

## Resultados em Grandes Voltas
Durante a sua carreira desportiva tem conseguido os seguintes postos nas Grandes Voltas. 
| Corrida | Corrida         | 2011 | 2012 | 2013 | 2014 | 2015 | 2016 | 2017 | 2018 | 2019 | 2020 | 2021 | 2022 | 2023 |
| ------- | --------------- | ---- | ---- | ---- | ---- | ---- | ---- | ---- | ---- | ---- | ---- | ---- | ---- | ---- |
|         | Giro d'Italia   | —    | —    | —    | —    | —    | —    | 56.º | 39.º | 21.º | 34.º | ―    | —    | —    |
|         | Tour de France  | —    | —    | —    | —    | —    | —    | —    | —    | —    | —    | 72.º | —    | —    |
|         | Volta a Espanha | —    | —    | —    | —    | —    | —    | —    | —    | Ab.  | —    | ―    | —    | —    |

—: não participa

Ab.: abandono

## Equipas
- Caja Rural (2011)
- SP Tableware Cycling Team (2012[11] -2013)
- Efapel-Glassdrive (2014)
- Team Vorarlberg (2015)
- CCC Sprandi Polkowice (2016)
- Movistar Team (2017-2018)
- CCC Team (2019-2020)
- Total (2021-2023)
  - Team Total Direct Énergie (01.2021-06.2021)
  - Team TotalEnergies (06.2021-2023)